# Bahabón de Esgueva
Bahabón de Esgueva település Spanyolországban, Burgos tartományban.  Lakosainak száma 84 fő (2024).

## Népesség
A település lakosságának változását az alábbi diagram mutatja:
| Lakosok száma | 134  | 124  | 121  | 118  | 118  | 94   | 84   | 81   | 80   | 84   |
|               | 2001 | 2004 | 2006 | 2009 | 2011 | 2014 | 2016 | 2019 | 2021 | 2024 |